# Cartilla farmacéutica
Texto usado por los maestros boticarios y los aspirantes a ser boticarios para aprender la parte teórica del examen al que eran sometidos los jóvenes para obtener la maestría.

## Origen
Por lo menos desde el siglo XV, se exige que las personas que en los diferentes reinos de España quieran ser boticarios, realicen un examen para obtener autorización oficial para ejercer como tales.
El examen, llamado examen de boticarios, era realizado por el protomedicato y consistía en una parte práctica -que quedaba cubierta con el propio ejercicio del aspirante en la botica- y una parte teórica, que debía ser estudiada por el propio alumno.
De esta manera surgen las cartillas o catecismos de farmacia, en los que los diferentes autores en las diferentes épocas y territorios, intentan hacer asequible la teoría farmacéutica a los aspirantes a boticario.
En muchas ocasiones, se trata de pequeñas obritas de preguntas y respuestas sobre temas clave, en otras nos encontramos con auténticos tratados de farmacia, en los que los autores demuestran un amplio conocimiento de su disciplina y de los diferentes autores clásicos.

## Algunos ejemplos
siglo XVII
- Discurso pharmaceutico sobre los canones de Mesue. Miguel Martínez de Leache. 1652.
- Examen de boticarios. Esteban de Villa. 16??.

siglo XVIII
- Cartilla pharmaceutica, chimico-galenica. Pedro de Viñaburu. 1729.
- Examen de un Practicante Boticario substituto del Maestro en el despacho de las medicinas. Pedro Montañana. 1728.
- Examen pharmaceutico, galenico-chimico. Francisco Brihuega. 1761.
- Palestra farmaceutica, chimico galenica. Félix Palacios. 1706.